# Издательство Оксфордского университета
Изда́тельство О́ксфордского университе́та (англ. Oxford University Press, аббр. OUP) — издательство, входящее в состав Оксфордского университета в Англии.

## Описание
Это одно из самых значительных издательств в Великобритании, крупнейшее университетское издательство в мире, которое превосходит по ежегодному финансовому обороту ведущие американские университетские издательства и Cambridge University Press вместе взятые. OUP имеет филиалы в 60 странах мира. Первым, в 1896 году, открылся филиал в США, в 1905 году — в Канаде, затем ещё в нескольких десятках стран, таких как Индия, Пакистан, Австралия, Новая Зеландия, Малайзия, Сингапур, Нигерия и ЮАР.
Управление издательством осуществляет выборный представительный орган, Delegates of the Press, состоящий из членов Оксфордского университета. В настоящее время вся продукция издательства выходит под двумя брендами: собственно Oxford University Press, для большинства изданий, и Clarendon Press, для «престижных» научных работ. Филиалы распространяют свою продукцию как через Оксфордскую штаб-квартиру издательства, так и самостоятельно. В большинстве стран, где функционирует Oxford University Press, издательство освобождено от налогов с корпорации и налога на прибыль, так как является структурным подразделением некоммерческой организации.
Книги издательства имеют префикс ISBN 0-19, это одно из немногих издательств, имеющих двузначные префиксы в системе ISBN.

## Музей
Музей прессы Оксфордского университета расположен на улице Грейт Кларендон в Оксфорде. Экскурсии должны быть забронированы заранее и осуществляются сотрудником архива. В число экспонатов входят печатный станок XIX века, здания OUP, а также типография и история Оксфордского альманаха, «Алисы в стране чудес» и Оксфордского словаря английского языка.

## История
Около 1480 года университет стал участвовать в торговле печатными изданиями и превратился в основного печатника Библий, молитвословов и научных трудов. OUP начало проект, в результате которого в конце XIX века был выпущен Оксфордский словарь английского языка, и расширилось, чтобы удовлетворить постоянно растущие расходы на работу. В результате за последние сто лет Оксфорд публиковал детские книги, школьные учебники, музыку, журналы, серию World’s Classics и ряд учебных текстов на английском языке. Выход на международные рынки привёл к тому, что OUP открыло собственные офисы за пределами Великобритании, начиная с Нью-Йорка в 1896 году. С появлением компьютерных технологий и всё более суровых условий торговли типография в Оксфорде была закрыта в 1989 году, а её бывшая бумажная фабрика в Wolvercote была снесена в 2004 году. Заключая контракты на печатные и переплетные операции, современное OUP ежегодно публикует около 6000 новых изданий по всему миру.
Первым типографом, связанным с Оксфордским университетом, был Теодерик Руд. Бизнес-партнер Уильяма Кекстона, Руд, насколько установлено, привёз свой собственный деревянный печатный пресс в Оксфорд из Кёльна в качестве спекулятивного предприятия и работал в городе между 1480 и 1483 годами. Первая книга была напечатана в Оксфорде в 1478 году другим, неизвестным печатником, это было Expositio in symbolum apostolorum Руфина Аквилейского. В ней был ошибочно указан римскими цифрами 1468 год, словно она была напечатана ещё до Кекстона. Что же касается Руда, он, в частности, напечатал Compendium totius grammaticae автора John Ankywyll, установивший новые стандарты преподавания латинской грамматики.

## Некоторые издания

### Словари
- «Оксфордский словарь английского языка»
- Compact Oxford English Dictionary[англ.]
  - Compact Editions of the Oxford English Dictionary[англ.]
  - Compact Oxford English Dictionary of Current English[англ.]
- Concise Oxford English Dictionary[англ.]
- «Оксфордский национальный биографический словарь»
- Advanced Learner's Dictionary[англ.]
- Kazhdan, Alexander, ed. (1991). The Oxford Dictionary of Byzantium. Oxford University Press: Oxford and New York. ISBN 0-19-504652-8.

### История
- India's Ancient Past[англ.] и Rethinking India's Past[англ.] профессора Шарма Рам Шаран[англ.]
- Oxford History of England[англ.]
- «Оксфордская история Соединённых Штатов Америки»
- Oxford Illustrated History of Ireland
- Oxford History of Islam
- The Oxford Illustrated History of the First World War (под редакцией Hew Strachan) (Oxford, 1998) ISBN 0-19-820614-3
- Germany and the Second World War[англ.]
- Oxford History of the French Revolution[англ.] William Doyle

### Учебники
- Oxford Team — Norman Whitney и Lindsey White